# Герой асфальта
«Геро́й асфа́льта» — третий студийный альбом группы «Ария». Это первый альбом после раскола группы в начале 1987 года и первый с участием Виталия Дубинина, Сергея Маврина и Максима Удалова. «Герой Асфальта» также первый альбом, официально выпущенный государственной компанией-монополистом ВФГ «Мелодия», два предыдущих альбома на тот момент существовали и распространялись как магнитоальбомы только на магнитофонных кассетах. На пластинке альбом был выпущен в 1988 году и имел большой успех, его продажи превысили 1 миллион экземпляров (что в США соответствует платиновому статусу), но точный тираж неизвестен даже фирме «Мелодия», хотя, с её слов, было напечатано как минимум 1,5 миллиона пластинок.
На этом альбоме впервые все тексты написаны Маргаритой Пушкиной, а Александр Елин, писавший лирику к предыдущим альбомам, ушёл в группу «Мастер» и не работал с Арией вплоть до 2001 года. Это первый альбом группы, на котором нет инструментальной композиции.

## История создания
Запись альбома была закончена в сентябре 1987 года. Первоначально он вышел в кассетной версии и состоял из семи треков.  Первой песней, записанной в январе, практически сразу после распада группы, стала «Дай руку мне» (С. Маврин, В. Дубинин — М. Пушкина). Альбом получился плотным по звучанию, с сильной мелодикой. Магнитофонную запись микшировали сами музыканты, но на «Мелодии» решили сделать новый микс и дали на это всего два дня, а за пульт сел штатный режиссёр. Была ещё песня «Каменный город», которая была подготовлена самой первой, но в итоге от неё не осталось записи
…Ну, а то, что намикшировал этот «профессионал», налицо — у них на «Мелодии» просто каменный век. Никакого представления о микшировании «металлической» музыки. Они провалили начисто все гитары, отсюда полное отсутствие «драйва». Правда, ударные звучат на пластинке чуть лучше, но это слишком дорогой компромисс…
Также были перепутаны имена музыкантов: Владимира Холстинина назвали Валерием, а Максима Удалова — Михаилом. Данная информация была указана на конверте пластинки 1988 года выпуска.

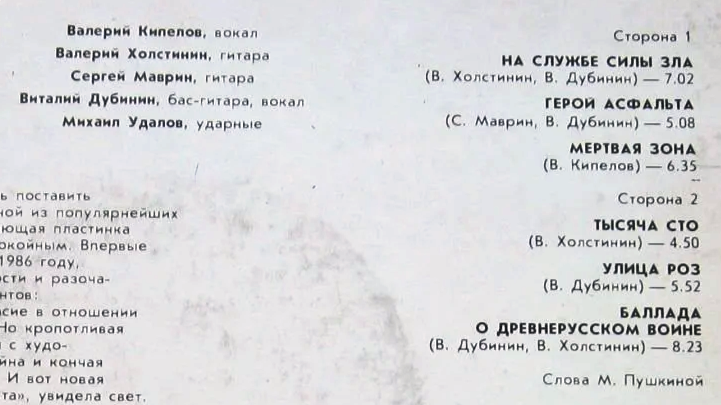
Та самая путаница имён Холстинина и Удалова (фрагмент конверта пластинки)

Альбом был подвергнут цензуре. Изначально планировавшееся название «На службе силы зла» было заменено более либеральным «Герой асфальта», и обложка изменена соответственно. Седьмая песня «Дай руку мне» была вырезана из-за несоответствия записи объёму грампластинки (общее звучание даже долгоиграющих пластинок составляло не более 40 минут), позднее она вошла в сборник «Легенды русского рока» и альбом «Штиль». Текст песни «Баллада о древнерусском воине» был скорректирован: изначальный вариант с Куликовской битвой был забракован из соображений политкорректности по отношению к татарам. Текст был переписан таким образом, что стал рассказывать о Ледовом побоище с тевтонскими рыцарями. В этой же песне Валерий Кипелов взял самую высокую ноту за всё время своего пребывания в Арии — фа-диез второй октавы (в конце песни во фразе «Но ни шагу назад!»).
Песня «1100» была написана Пушкиной по рассказам её отца, ветерана Великой Отечественной войны Анатолия Пушкина. Эта песня, сочинённая Холстининым, могла бы попасть на предыдущий альбом «С кем ты?», однако другие участники не приняли её, сочтя слабой.
В начало песни «На службе силы зла» был вставлен фрагмент песни Санта Лючия в исполнении Робертино Лоретти.

 — Владимир, чья идея была вставить в песню «На Службе Силы Зла» Робертино Лоретти? И чем это было мотивировано?
 — В детстве мы с отцом иногда ходили в музей, кажется, он назывался «авиации и космонавтики». Там были залы, где рассказывалось о ядерном оружии. Что-то похожее на театр. На сцене был смоделирован город с домами, машинами, улицами. Зрителей рассаживали в зале, гасили свет и диктор рассказывал сколько минут летят ракеты, как падает бомба. Затем город разрушался, появлялся гриб. Все это сопровождалось светоэффектами, звуком сирен и музыкой. У отца дома был старый ламповый проигрыватель и пластинки Робертино Лоретти. Так вот когда вырубалось электричество, то музыка сразу не прекращалась, как в современных устройствах, а продолжала звучать, замедляясь и понижаясь. Я себе представлял, что вот именно так и будет, когда упадет бомба. Все это я и предложил на альбом Герой асфальта. Песню выбрал добрую, в исполнении Лоретти, чтобы контраст между Добром и Злом был острее.

## Список композиций
Все тексты написаны Маргаритой Пушкиной.
| №  | Название                        | Музыка                              | Английское издание                   | Длительность |
| -- | ------------------------------- | ----------------------------------- | ------------------------------------ | ------------ |
| 1. | «На службе силы зла»            | Виталий Дубинин, Владимир Холстинин | Serving the Forces of Evil           | 7:10         |
| 2. | «Герой асфальта»                | Сергей Маврин, Дубинин              | Hero of Asphalt                      | 5:11         |
| 3. | «Мёртвая зона»                  | Валерий Кипелов                     | Dead Zone                            | 6:43         |
| 4. | «1100»                          | Холстинин                           | 1100                                 | 4:55         |
| 5. | «Улица роз»                     | Дубинин                             | Rose Street                          | 5:56         |
| 6. | «Баллада о древнерусском воине» | Холстинин, Дубинин                  | Ballad About Ancient Russian Warrior | 8:31         |
| 7. | «Дай руку мне»                  | Дубинин, Маврин                     |                                      |              |

## Участники записи
- Валерий Кипелов — вокал
- Владимир Холстинин — гитара
- Сергей Маврин — гитара
- Виталий Дубинин — бас-гитара, бэк-вокал
- Максим Удалов — барабаны

- Звукоинженер — Сергей Левшин
- Сведение студии ВФГ «Мелодия», 1988 год
- Звукоинженер — Рафик Рагимов
- Редактор — Ольга Глушкова (1988)
- Мастеринг — Стас Карякин
- Менеджер — Виктор Векштейн
- Художники: Юрий Широченков (1988, 2013), Дмитрий Баушев (1994)
- Дизайн-художник — Василий Гаврилов (1994)
- Дизайн — Ильдар Крюков, Анна Ким (2013)
- Фотограф — Георгий Молитвин (1988, 1994, 2013), Ильдар Крюков (2013)
- Компьютерный дизайн — Валентин Кудрявцев (1994)

## Клипы к альбому
- «Улица роз» (1988)
- «Герой асфальта» (2024)

## Наследие
В 2008 году был проведен концертный тур в честь 20-летия альбома, по результатам которого выпущен двойной концертный альбом и концертное видео «Герой асфальта XX лет». На концерте выступил состав оригинального альбома и все произведения были исполнены в том же порядке.
В мае 2012 года в результате голосования, проходившего на сайте openspace.ru, альбом «Герой Асфальта» встал на первую позицию в списке 50 главных пластинок «Мелодии» и 23 апреля 2013 был заново переиздан на виниле ограниченным тиражом 500 экземпляров в рамках проекта «Мелодия-50», посвященного 50-летию фирмы.
Заглавная песня была перезаписана Виталием Дубининым и Сергеем Мавриным и выпущена 5 февраля 2021 года под названием «Герой асфальта 2021». Была значительно изменена аранжировка: песня стала более медленной, а бо́льшая часть инструментальных партий сыграна на акустических инструментах. В подобных аранжировках записывались композиции в рамках сольного проекта Дубинина и Холстинина «АвАрия».
Песня «Герой Асфальта» была использована в фильме «На окраине, где-то в городе...».
В январе 2024 года, спустя более 36 лет после выхода альбома, группа в рамках коллаборации с компьютерной игрой «Мир танков» представила клип на песню  «Герой асфальта».
Песни «1100» и, не вошедшая в грампластинку, «Дай руку мне» были исполнены для концертного альбома редких песен коллектива «Это рок», изданного в 2025 году.